# Apataniana borcka
Apataniana borcka là một loài Trichoptera trong họ Apataniidae. Chúng phân bố ở miền Cổ bắc.